# Liste der französischen Vorschläge für die Oscar-Nominierung in der Kategorie bester internationaler Film
Die Liste der französischen Vorschläge für die Oscar-Nominierung in der Kategorie bester internationaler Film (bis 2019 bester fremdsprachiger Film (Best Foreign Language Film of the Year), seit der Oscarverleihung 2020 Best International Feature Film). führt alle für Frankreich bei der Academy of Motion Picture Arts and Sciences (AMPAS) für die Kategorie eingereichten Filme.
Seit 1948 wird bei den Oscars alljährlich auch ein fremdsprachiger Film geehrt. Von 1948 bis 1956 geschah dies in Form eines Spezial- bzw. Ehrenoscars.

Eine eigene Kategorie mit fünf Nominierungen, wie in den übrigen regulären Kategorien, wurde im Jahr 1957 geschaffen. Der Preis wird an den Film und das vorschlagende Land vergeben und nicht an Einzelpersonen. Der Regisseur des Films nimmt den Preis üblicherweise stellvertretend für das gesamte Filmteam entgegen, ist aber kein offizieller Preisträger laut Richtlinien der Oscars. Auf der Statue selbst werden das Produktionsland, der Filmtitel und der Name des Regisseurs eingraviert.

Seit 2007 wird in einem zweistufigen Verfahren aus allen zugelassenen Einreichungen der vorschlagsberechtigten Länder eine Vorauswahl getroffen. Ein Komitee aus Mitgliedern der Academy nominiert mehrere Filme, die auf einer Short-List veröffentlicht werden. Aus diesen Vorschlägen werden die fünf Nominierungen ausgewählt. Bis 2019 erschienen 9 Film auf dieser Liste, 2020 dann einmalig 10. Aufgrund der Corona-Krise wurde diese Zahl 2021 auf 15 aufgestockt und beibehalten.
Französische Filme konnten bislang 12-mal, davon dreimal als Ehrenoscar, die Auszeichnung in dieser Kategorie gewinnen. Insgesamt 38 Filmen gelang der Sprung auf die Nominierungsliste. Bislang 68 Filme wurden bei der Academy für die Kategorie als französischer Beitrag eingereicht, damit hat Frankreich seit 1957 als einziges Land jedes Jahr einen Film bei der AMPAS für die Kategorie eingereicht.
Von der offiziellen AMPAS-Datenbank wird Frankreich bei den Auszeichnungen hinter Italien auf Platz zwei geführt und führt bei Nominierungen die Liste an.
| Einreichungen | Short-List | Nominierungen | Auszeichnungen         |
| ------------- | ---------- | ------------- | ---------------------- |
| 68            | 5          | 38            | 9 (plus 3 Ehrenoscars) |

## Französische Vorschläge
| Jahr der Verleihung | Originaltitel                       | Deutscher oder internationaler Verleihtitel   | Sprache(n)                                         | Regisseur(e)                       | Produktionsland                                                              | Ergebnis        |
| ------------------- | ----------------------------------- | --------------------------------------------- | -------------------------------------------------- | ---------------------------------- | ---------------------------------------------------------------------------- | --------------- |
| 1949                | Monsieur Vincent                    | Der heilige Vinzenz                           | Französisch                                        | Maurice Cloche                     | Frankreich                                                                   | Ehrenoscar      |
| 1951                | Le mura di Malapaga                 | Die Mauern von Malapaga                       | Italienisch, Französisch                           | René Clément                       | Italien, Frankreich                                                          | Ehrenoscar      |
| 1953                | Jeux interdits                      | Verbotene Spiele                              | Französisch                                        | René Clément                       | Frankreich                                                                   | Ehrenoscar      |
| 1957                | Gervaise                            | Gervaise                                      | Französisch                                        | René Clément                       | Frankreich                                                                   | Nominiert       |
| 1958                | Porte des Lilas                     | Die Mausefalle                                | Französisch                                        | René Clair                         | Frankreich, Italien                                                          | Nominiert       |
| 1959                | Mon oncle                           | Mein Onkel                                    | Französisch                                        | Jacques Tati                       | Frankreich                                                                   | Gewonnen        |
| 1960                | Orfeu Negro                         | Orfeu Negro                                   | Portugiesisch                                      | Marcel Camus                       | Brasilien, Frankreich, Italien                                               | Gewonnen        |
| 1961                | La Vérité                           | Die Wahrheit                                  | Französisch                                        | Henri-Georges Clouzot              | Frankreich                                                                   | Nominiert       |
| 1962                | L’Année dernière à Marienbad        | Letztes Jahr in Marienbad                     | Französisch                                        | Alain Resnais                      | Frankreich, Italien                                                          | Nicht nominiert |
| 1963                | Les Dimanches de Ville d’Avray      | Sonntage mit Sybill                           | Französisch                                        | Serge Bourguignon                  | Frankreich                                                                   | Gewonnen        |
| 1964                | Le Feu Follet                       | Das Irrlicht                                  | Französisch                                        | Louis Malle                        | Frankreich, Italien                                                          | Nicht nominiert |
| 1965                | Les parapluies de Cherbourg         | Die Regenschirme von Cherbourg                | Französisch                                        | Jacques Demy                       | Frankreich, BR Deutschland                                                   | Nominiert       |
| 1966                | Pierrot le fou                      | Elf Uhr nachts                                | Französisch, Englisch                              | Jean-Luc Godard                    | Frankreich                                                                   | Nicht nominiert |
| 1967                | Un homme et une femme               | Ein Mann und eine Frau                        | Französisch                                        | Claude Lelouch                     | Frankreich                                                                   | Gewonnen        |
| 1968                | Vivre pour vivre                    | Lebe das Leben                                | Französisch                                        | Claude Lelouch                     | Frankreich, Italien                                                          | Nominiert       |
| 1969                | Baisers volés                       | Geraubte Küsse                                | Französisch                                        | François Truffaut                  | Frankreich                                                                   | Nominiert       |
| 1970                | Ma Nuit Chez Maud                   | Meine Nacht bei Maud                          | Französisch                                        | Éric Rohmer                        | Frankreich                                                                   | Nominiert       |
| 1971                | Hoa-Binh                            | Hoa-Binh                                      | Vietnamesisch, Französisch, Englisch, Kantonesisch | Raoul Coutard                      | Frankreich, Südvietnam                                                       | Nominiert       |
| 1972                | Remparts d’argile                   | Mauern aus Ton / Ramparts of Clay             | Französisch                                        | Jean-Louis Bertuccelli             | Frankreich, Algerien                                                         | Nicht nominiert |
| 1973                | Le Charme discret de la bourgeoisie | Der diskrete Charme der Bourgeoisie           | Französisch, Spanisch, Italienisch                 | Luis Buñuel                        | Frankreich, Spanien, Italien                                                 | Gewonnen        |
| 1974                | La Nuit américaine                  | Die amerikanische Nacht                       | Französisch                                        | François Truffaut                  | Frankreich, Italien                                                          | Gewonnen        |
| 1975                | Lacombe Lucien                      | Lacombe, Lucien                               | Französisch                                        | Louis Malle                        | Frankreich, BR Deutschland, Italien                                          | Nominiert       |
| 1976                | India Song                          | India Song                                    | Französisch                                        | Marguerite Duras                   | Frankreich                                                                   | Nicht nominiert |
| 1977                | Cousin, Cousine                     | Cousin, Cousine                               | Französisch                                        | Jean-Charles Tacchella             | Frankreich                                                                   | Nominiert       |
| 1978                | La vie devant soi                   | Madame Rosa                                   | Französisch                                        | Moshé Mizrahi                      | Frankreich                                                                   | Gewonnen        |
| 1979                | Préparez vos mouchoirs              | Frau zu verschenken                           | Französisch                                        | Bertrand Blier                     | Frankreich, Belgien                                                          | Gewonnen        |
| 1980                | Une histoire simple                 | Eine einfache Geschichte                      | Französisch                                        | Claude Sautet                      | Frankreich, BR Deutschland                                                   | Nominiert       |
| 1981                | Le Dernier métro                    | Die letzte Metro                              | Französisch                                        | François Truffaut                  | Frankreich                                                                   | Nominiert       |
| 1982                | Diva                                | Diva                                          | Französisch                                        | Jean-Jacques Beineix               | Frankreich                                                                   | Nicht Nominiert |
| 1983                | Coup de Torchon                     | Der Saustall                                  | Französisch                                        | Bertrand Tavernier                 | Frankreich                                                                   | Nominiert       |
| 1984                | Coup de foudre                      | Entre Nous – Träume von Zärtlichkeit          | Französisch                                        | Diane Kurys                        | Frankreich                                                                   | Nominiert       |
| 1985                | Tchao Pantin                        | Am Rande der Nacht                            | Französisch                                        | Claude Berri                       | Frankreich                                                                   | Nicht nominiert |
| 1986                | Trois hommes et un couffin          | Drei Männer und ein Baby                      | Französisch                                        | Coline Serreau                     | Frankreich                                                                   | Nominiert       |
| 1987                | 37°2 le matin                       | Betty Blue – 37,2 Grad am Morgen              | Französisch                                        | Jean-Jacques Beineix               | Frankreich                                                                   | Nominiert       |
| 1988                | Au revoir les enfants               | Auf Wiedersehen, Kinder                       | Französisch, Deutsch, Englisch                     | Louis Malle                        | Frankreich, BR Deutschland, Italien                                          | Nominiert       |
| 1989                | La lectrice                         | Die Vorleserin                                | Französisch                                        | Michel Deville                     | Frankreich                                                                   | Nicht Nominiert |
| 1990                | Camille Claudel                     | Camille Claudel                               | Französisch                                        | Bruno Nuytten                      | Frankreich                                                                   | Nominiert       |
| 1991                | Cyrano de Bergerac                  | Cyrano von Bergerac                           | Französisch                                        | Jean-Paul Rappeneau                | Frankreich                                                                   | Nominiert       |
| 1992                | Van Gogh                            | Van Gogh                                      | Französisch                                        | Maurice Pialat                     | Frankreich                                                                   | Nicht nominiert |
| 1993                | Indochine                           | Indochine                                     | Französisch, Vietnamesisch                         | Régis Wargnier                     | Frankreich                                                                   | Gewonnen        |
| 1994                | Germinal                            | Germinal                                      | Französisch                                        | Claude Berri                       | Frankreich                                                                   | Nicht Nominiert |
| 1995                | Les Roseaux Sauvages                | Wilde Herzen                                  | Französisch                                        | André Téchiné                      | Frankreich                                                                   | Nicht Nominiert |
| 1996                | Gazon Maudit                        | Eine Frau für Zwei                            | Französisch                                        | Josiane Balasko                    | Frankreich                                                                   | Nicht Nominiert |
| 1997                | Ridicule                            | Ridicule – Von der Lächerlichkeit des Scheins | Französisch                                        | Patrice Leconte                    | Frankreich                                                                   | Nominiert       |
| 1998                | Western                             | Western                                       | Französisch                                        | Manuel Poirier                     | Frankreich                                                                   | Nicht nominiert |
| 1999                | La vie rêvée des anges              | Liebe das Leben                               | Französisch                                        | Erick Zonca                        | Frankreich                                                                   | Nicht nominiert |
| 2000                | Est-Ouest                           | Est-Ouest – Eine Liebe in Russland            | Französisch, Russisch                              | Régis Wargnier                     | Frankreich, Russland, Ukraine, Bulgarien, Spanien                            | Nominiert       |
| 2001                | Le Goût des Autres                  | Lust auf Anderes                              | Französisch                                        | Agnès Jaoui                        | Frankreich                                                                   | Nominiert       |
| 2002                | Le Fabuleux Destin d’Amélie Poulain | Die fabelhafte Welt der Amélie                | Französisch                                        | Jean-Pierre Jeunet                 | Frankreich, Deutschland                                                      | Nominiert       |
| 2003                | 8 femmes                            | 8 Frauen                                      | Französisch                                        | François Ozon                      | Frankreich                                                                   | Nicht Nominiert |
| 2004                | Bon Voyage                          | Bon Voyage                                    | Französisch                                        | Jean-Paul Rappeneau                | Frankreich                                                                   | Nicht Nominiert |
| 2005                | Les Choristes                       | Die Kinder des Monsieur Mathieu               | Französisch                                        | Christophe Barratier               | Frankreich, Deutschland, Schweiz                                             | Nominiert       |
| 2006                | Joyeux Noël                         | Merry Christmas                               | Französisch, Deutsch, Englisch                     | Christian Carion                   | Frankreich, Deutschland, Vereinigtes Königreich, Belgien, Rumänien, Norwegen | Nominiert       |
| 2007                | Fauteuils d’orchestre               | Ein perfekter Platz                           | Französisch                                        | Danièle Thompson                   | Frankreich                                                                   | Short-List      |
| 2008                | Persepolis                          | Persepolis                                    | Französisch                                        | Vincent Paronnaud, Marjane Satrapi | Frankreich                                                                   | Nicht nominiert |
| 2009                | Entre les murs                      | Die Klasse                                    | Französisch                                        | Laurent Cantet                     | Frankreich                                                                   | Nominiert       |
| 2010                | Un prophète                         | Ein Prophet                                   | Französisch, Korsisch                              | Jacques Audiard                    | Frankreich, Italien                                                          | Nominiert       |
| 2011                | Des hommes et des dieux             | Von Menschen und Göttern                      | Französisch, Arabisch                              | Xavier Beauvois                    | Frankreich                                                                   | Nicht nominiert |
| 2012                | La guerre est déclarée              | Das Leben gehört uns                          | Französisch                                        | Valérie Donzelli                   | Frankreich                                                                   | Nicht nominiert |
| 2013                | Intouchables                        | Ziemlich beste Freunde                        | Französisch                                        | Olivier Nakache, Éric Toledano     | Frankreich                                                                   | Short-List      |
| 2014                | Renoir                              | Renoir                                        | Französisch                                        | Gilles Bourdos                     | Frankreich                                                                   | Nicht nominiert |
| 2015                | Saint Laurent                       | Saint Laurent                                 | Französisch                                        | Bertrand Bonello                   | Frankreich                                                                   | Nicht nominiert |
| 2016                | Mustang                             | Mustang                                       | Türkisch                                           | Deniz Gamze Ergüven                | Frankreich, Türkei, Deutschland, Katar                                       | Nominiert       |
| 2017                | Elle                                | Elle                                          | Französisch                                        | Paul Verhoeven                     | Frankreich, Deutschland                                                      | Nicht nominiert |
| 2018                | 120 battements par minute           | 120 BPM                                       | Französisch                                        | Robin Campillo                     | Frankreich                                                                   | Nicht nominiert |
| 2019                | La douleur                          | Memoir of War                                 | Französisch                                        | Emmanuel Finkiel                   | Frankreich                                                                   | Nicht nominiert |
| 2020                | Les Misérables                      | Die Wütenden – Les Misérables                 | Französisch                                        | Ladj Ly                            | Frankreich                                                                   | Nominiert       |
| 2021                | Deux                                | Wir beide                                     | Französisch, Deutsch                               | Filippo Meneghetti                 | Frankreich, Luxemburg, Belgien                                               | Short-List      |
| 2022                | Titane                              | Titane                                        | Französisch                                        | Julia Ducournau                    | Frankreich, Belgien                                                          | Nicht nominiert |
| 2023                | Saint Omer                          | Saint Omer                                    | Französisch                                        | Alice Diop                         | Frankreich                                                                   | Short-List      |
| 2024                | La passion de Dodin Bouffant        | Geliebte Köchin                               | Französisch                                        | Trần Anh Hùng                      | Frankreich                                                                   | Short-List      |
| 2025                | Emilia Pérez                        | Emilia Pérez                                  | Spanisch                                           | Jacques Audiard                    | Frankreich                                                                   | Short-List      |

## Die erfolgreichsten Regisseure
mit mindestens einer Nominierung oder einer Short-List
| Regisseur              | Einreichungen | Short-List | Nominierungen | Auszeichnungen | Ehrenoscars |
| ---------------------- | ------------- | ---------- | ------------- | -------------- | ----------- |
| Jacques Audiard        | 2             | 2          | 1             | 0              | /           |
| Christophe Barratier   | 1             | /          | 1             | 0              | /           |
| Jean-Jacques Beineix   | 2             | /          | 1             | 0              | /           |
| Bertrand Blier         | 1             | /          | 1             | 1              | /           |
| Serge Bourguignon      | 1             | /          | 1             | 1              | /           |
| Luis Buñuel            | 1             | /          | 1             | 1              | /           |
| Marcel Camus           | 1             | /          | 1             | 1              | /           |
| Laurent Cantet         | 1             | 1          | 1             | 0              | /           |
| Christian Carion       | 1             | /          | 1             | 0              | /           |
| René Clair             | 1             | /          | 1             | 0              | /           |
| René Clément           | 1             | /          | 1             | 0              | 2           |
| Maurice Cloche         | /             | /          | /             | /              | 1           |
| Henri-Georges Clouzot  | 1             | /          | 1             | 0              | /           |
| Raoul Coutard          | 1             | /          | 1             | 0              | /           |
| Jacques Demy           | 1             | /          | 1             | 0              | /           |
| Alice Diop             | 1             | 1          | 0             | 0              | /           |
| Deniz Gamze Ergüven    | 1             | 1          | 1             | 0              | /           |
| Trần Anh Hùng          | 1             | 1          | 0             | 0              | /           |
| Agnès Jaoui            | 1             | /          | 1             | 0              | /           |
| Jean-Pierre Jeunet     | 1             | /          | 1             | 0              | /           |
| Diane Kurys            | 1             | /          | 1             | 0              | /           |
| Patrice Leconte        | 1             | /          | 1             | 0              | /           |
| Claude Lelouch         | 2             | /          | 2             | 1              | /           |
| Ladj Ly                | 1             | 1          | 1             | 0              | /           |
| Louis Malle            | 3             | /          | 2             | 0              | /           |
| Filippo Meneghetti     | 1             | 1          | 0             | 0              | /           |
| Moshé Mizrahi          | 1             | /          | 1             | 1              | /           |
| Olivier Nakache        | 1             | 1          | 0             | 0              | /           |
| Bruno Nuytten          | 1             | /          | 1             | 0              | /           |
| Jean-Paul Rappeneau    | 2             | /          | 1             | 0              | /           |
| Éric Rohmer            | 1             | /          | 1             | 0              | /           |
| Claude Sautet          | 1             | /          | 1             | 0              | /           |
| Coline Serreau         | 1             | /          | 1             | 0              | /           |
| Jean-Charles Tacchella | 1             | /          | 1             | 0              | /           |
| Jacques Tati           | 1             | /          | 1             | 1              | /           |
| Bertrand Tavernier     | 1             | /          | 1             | 0              | /           |
| Danièle Thompson       | 1             | 1          | 0             | 0              | /           |
| Éric Toledano          | 1             | 1          | 0             | 0              | /           |
| François Truffaut      | 3             | /          | 3             | 1              | /           |
| Régis Wargnier         | 2             | /          | 2             | 1              | /           |

## Ehrensocars
Der Ehrenoscar (engl.: Honorary Award, bis 1951 Special Award) ist ein vom Board of Governors der Academy of Motion Picture Arts and Sciences vergebener Sonderpreis.

Der Preis kann an Einzelpersonen, Organisationen oder Unternehmen vergeben werden, in der Anfangszeit wurde er auch an einzelne Filme verliehen. Er kann in Form eines Oscars verliehen werden, aber auch in einer beliebigen anderen Form, die vom Board of Governors der Academy festgelegt wird – dies kann eine Ehrenmitgliedschaft, eine Medaille, ein Zertifikat oder Ähnliches sein. Seit 1961 ist der Ehrenoscar immer eine Oscar-Statuette. Seit 1990 wird der Preis nur noch an Personen verliehen.

An acht Franzosen wurde ein Honorary Award/Ehrenoscar für ihre Verdienste um die Filmwirtschaft verliehen. 1943 an Charles Boyer, 1959 an Maurice Chevalier, 1974 an Henri Langlois, 1975 an Jean Renoir, 2011 an Jean-Luc Godard, 2015 an den Drehbuchautoren Jean-Claude Carrière, 2018 an Agnès Varda und 2023 an die Filmregisseurin und Drehbuchautorin Euzhan Palcy.
1943: Charles Boyer erhielt einen Sonderoscar als Auszeichnung für besondere Verdienste mit der Begründung "for his progressive cultural achievement in establishing the French Research Foundation in Los Angeles as a source of reference for the Hollywood Motion Picture Industry" für die Gründung der French Research Foundation, die sich während des Zweiten Weltkriegs für eine kulturelle Annäherung zwischen Frankreich und den Vereinigten Staaten einsetzte. Er war ein französischer Schauspieler, der den Höhepunkt seiner Karriere in den 1930er und 1940er Jahren in Hollywood erlebte, als er in Liebesfilmen häufig den Leading Man spielte. Im Laufe seiner Karriere erhielt Boyer vier Oscar-Nominierungen als bester Hauptdarsteller. 1938 für Maria Walewska (Conquest), 1939 für Algiers, 1945 für Das Haus der Lady Alquist (Gaslight) und 1962 für Fanny.
1949: Der Film Monsieur Vincent erhält einen Ehrenoscar/Special Award mit der Begründung "voted by the Academy Board of Governors as the most outstanding foreign language film released in the United States during 1948" - Von Board of Governors der Akademie als herausragender fremdsprachiger Film gewählt, der 1948 in den Vereinigten Staaten veröffentlicht wurde.
1951: Der Ehrenoscar/Special Award für Die Mauern von Malapaga (Le mura di Malapaga) der als herausragender fremdsprachiger Film gewählt wurde der 1950 in den Vereinigten Staaten veröffentlicht wurde, des französischen Regisseurs René Clément wird sowohl Italien als auch Frankreich in der Statistik zugerechnet.
1953: Der Film Verbotene Spiele vom Regisseur René Clément erhält einen Ehrenoscar/The Academy Honorary Award mit der Begründung als Best Foreign Language Film first released in the United States during 1952-Bester fremdsprachiger Film, der erstmals 1952 in den USA veröffentlicht wurde.
1959: Maurice Chevalier erhielt den Honorary Award mit der Begründung "for his contributions to the world of entertainment for more than half a century." für seine Verdienste um den Unterhaltungsfilm. Er war bei der dritten Oscarverleihung im November 1930 für die Filme The Big Pond und Liebesparade (The Love Parade) als Bester Hauptdarsteller nominiert. Er galt als einer der bestbezahlten Schauspieler im Hollywood der frühen Tonfilmzeit. In Musikkomödien und Operettenverfilmungen verkörperte er das Rollenfach des eleganten Liebhabers mit europäischem Charme. Wie kaum ein anderer verkörperte Chevalier im 20. Jahrhundert den charmanten und kultivierten „Paradefranzosen“, ein Image, mit dem er weltweit identifiziert wurde und auch in Hollywood sehr erfolgreich war. 1934 kehrte er nach Frankreich zurück, wo er in Clubs auftrat und zwischendurch auch in einigen Filmen mitspielte. 1939 hatte er in Robert Siodmaks Mädchenhändler seine erste dramatische Rolle ohne Gesang und Tanz. Ein Comeback in Hollywood feierte er im Jahr 1957 in Billy Wilders Film Ariane – Liebe am Nachmittag, was sein erster Hollywood-Film seit den 1930er-Jahren war. Hierin verkörperte er den Filmvater von Audrey Hepburn. Er blieb wieder für mehrere Jahre in Hollywood und verkörperte nunmehr meist den galanten, selbstironischen älteren Herren mit großer Liebes- und Lebenserfahrung. Im Jahr darauf gab er in Vincente Minnellis Gigi den Erzähler Honoré Lachaille, der das Liebesgeschehen um seinen Neffen und die Titelfigur Gigi begleitet. In dem mit neun Oscars ausgezeichneten Musicals sang er mehrere Lieder, darunter Thank Heaven for Little Girls und I Rember It Well, und feierte damit einen seiner größten Kinoerfolge.
1974: Überreicht von Jack Valenti erhielt Henri Langlois einen Honorary Award mit der Begründung "for his devotion to the art of film, his massive contributions in preserving its past and his unswerving faith in its future."-„Für seine Hingabe an die Filmkunst, seinen enormen Beitrag zur Bewahrung ihrer Vergangenheit und seinen unerschütterlichen Glauben an ihre Zukunft“ für sein Lebenswerk als Filmarchivar. Er hatte im Jahr 1935 die in Paris angesiedelte Cinémathèque française, ein Filmarchiv, -museum und -theater, gegründet. Unter seiner Leitung begann diese Einrichtung, alles zu sammeln, zu erhalten und auszustellen, was mit Film und Kino in Verbindung stand. Neben Filmkopien gehörten dazu Kameras, Projektoren, Plakate, Bücher, Requisiten sowie andere Dinge von filmhistorischer Bedeutung. Langlois und seine Mitarbeiter beschafften dafür Filmkopien u. a. auf Flohmärkten; teilweise konnten sie Filmmaterial davor retten, zu Nagellack oder Schuhwichse verarbeitet zu werden bzw. im Fall von Silbernitratkopien zur Gewinnung von Silber zu dienen.
1975: Überreicht von Ingrid Bergman erhielt Jean Renoir, der bereits 1964 in die Academy of Motion Picture Arts and Sciences aufgenommen wurde, einen Honorary Award mit der Begründung "a genius who, with grace, responsibility and enviable devotion through silent film, sound film, feature, documentary and television, has won the world’s admiration."-„Ein Genie, das mit Anmut, Verantwortungsbewusstsein und beneidenswerter Hingabe durch Stummfilm, Tonfilm, Spielfilm, Dokumentarfilm und Fernsehen die Bewunderung der Welt gewonnen hat“ für sein Lebenswerk. Sein Film Die große Illusion (La grande illusion) wurde 1939 als Bester Film nominiert und er selbst war 1946 für den Film Der Mann aus dem Süden als bester Regisseur nominiert worden.
2011: Jean-Luc Godard erhält einen Ehrenoscar für sein Lebenswerk mit der Begründung "for passion. for confrontation. for a new kind of cinema."
2015: Überreicht von Philip Kaufman erhält Jean-Claude Carrière einen Ehrenoscar für sein Lebenswerk als Drehbuchautor mit der Begründung "To Jean-Claude Carrière, whose elegantly crafted screenplays elevate the art of screenwriting to the level of literature." Er gewann 1963 einen Oscar in der Kategorie Bester Kurzfilm gemeinsam mit Pierre Étaix für Heureux Anniversaire, war 1973 gemeinsam mit Luis Buñuel für das Beste Originaldrehbuch mit Der diskrete Charme der Bourgeoisie nominiert, 1978 erneut zusammen mit Luis Buñuel für Bestes adaptiertes Drehbuch mit dem Film Dieses obskure Objekt der Begierde vorgeschlagen und war 1989 erneut für Bestes adaptiertes Drehbuch gemeinsam mit Philip Kaufman für das US-amerikanische Filmdrama Die unerträgliche Leichtigkeit des Seins nominiert.
2018: Überreicht von Angelina Jolie erhält die in Belgien geborene französische Filmemacherin, Fotografin und Installationskünstlerin Agnès Varda einen Honorary Award mit der Begründung "her compassion and curiosity inform a uniquely personal cinema"-„Ihr Mitgefühl und ihre Neugier prägen ein einzigartig persönliches Kino.“. Sie gilt als eine der Schlüsselfiguren des modernen Films und war eine der führenden Filmemacherinnen. Von einigen Kritikern wird sie als Grand-mère de la Nouvelle Vague (Großmutter der Nouvelle Vague) bezeichnet.
2023: Überreicht von Viola Davis erhält die auf Martinique geborene französische Filmregisseurin und Drehbuchautorin Euzhan Palcy für ihr Lebenswerk als Filmemacherin mit der Begründung "a masterful filmmaker who broke ground for Black women directors and inspired storytellers of all kinds across the globe." einen Ehrenoscar.

## Besonderheiten
1932: Als erster nicht-englischsprachige Film bei den Oscars wurde die Satire Es lebe die Freiheit (À nous la liberté!) von René Clair in der Kategorie Bestes Szenenbild mit Lazare Meerson nominiert.
1939: Als erster nicht-englischsprachiger Film in der Kategorie Bester Film wurde der französische Spielfilm Die große Illusion von Jean Renoir mit Jean Gabin, Pierre Fresnay, Erich von Stroheim und Marcel Dalio nominiert.
1947: Für den von 1943 bis 1945 von Marcel Carné gedrehten Film Kinder des Olymp (Les enfants du paradis), der als herausragendes Beispiel des poetischen Realismus in Frankreich gilt, wurde Jacques Prévert in der Kategorie Bestes Originaldrehbuch nominiert.
1948: Für den französischen Spielfilm Der Nachtigallenkäfig (La Cage aux rossignols) unter der Regie von Jean Dréville waren Georges Chaperot und René Wheeler in der Kategorie Beste Originalgeschichte für einen Oscar nominiert. 2004 verfilmte Christophe Barratier die Geschichte ebenfalls und gab ihr den Titel Die Kinder des Monsieur Mathieu, der 2005 als französischer Vorschlag in der Kategorie für den Oscar nominiert wurde.
1952: Der Reigen (La Ronde), ein französischer Film von Max Ophüls, der auf dem Theaterstück Reigen von Arthur Schnitzler basiert, wurde in zwei Kategorien nominiert. Jacques Natanson und  Max Ophüls wurden für das Beste adaptierte Drehbuch sowie Jean d’Eaubonne für Bestes Szenenbild/Art-Direction (Schwarzweißfilm) vorgeschlagen.
1952: Die französische Schauspielerin und Tänzerin Leslie Caron wird für ihre Titelrolle in dem US-amerikanischen Filmmusical Lili des Regisseurs Charles Walters als Beste Hauptdarstellerin nominiert.
1953: Der Film Verbotene Spiele erhielt einen Ehrenoscar/Special Award als bester fremdsprachiger Film, der 1952 in der Vereinigten Staaten veröffentlicht wurde.
1955: Der Preisträger Verbotene Spiele (Jeux interdits) aus dem Jahr zuvor von René Clément wurde in der Kategorie Beste Originalgeschichte mit François Boyer für die Adaption seines eigenen Romans nominiert.
Das französisch-italienische Filmdrama Madame de … – Die Liebe ihres Lebens (Madame de …/The Earrings of Madame de …) von Max Ophüls wurde in der Kategorie Bestes Kostüm-Design (Schwarzweißfilm) mit dem russischen Bühnenbildner und Designer für Film und Theater Georges Annenkov und der französischen Kostümbildnerin Rosine Delamare nominiert.
Max Ophüls selbst war als Ausstatter bei seinem eigenen Episodenfilm nach den drei Novellen Le Masque, La Maison Tellier und Le Modèle von Guy de Maupassant, Pläsier (Le Plaisir) in der Kategorie Bestes Szenenbild (Schwarzweißfilm) nominiert.
1956: Der zweite Spielfilm des französischen Regisseurs Jacques Tati aus dem Jahr 1953 Die Ferien des Monsieur Hulot (Les Vacances de Monsieur Hulot) wurde mit den Drehbuchautoren Henri Marquet und Jacques Tati in der Kategorie Bestes Originaldrehbuch nominiert.
Der Hammel mit den fünf Beinen (Le Mouton à cinq pattes) von Henri Verneuil wurde in der Kategorie Beste Originalgeschichte mit den Autoren Jean Marsan, Jacques Perret, Raoul Ploquin, Henry Troyat und Henri Verneuil nominiert.
1957: Der französische Kinder-Kurzfilm Der rote Ballon (Le ballon rouge) von Albert Lamorisse mit einer Laufzeit von 34 Minuten, der die Geschichte eines Jungen erzählt, der einen großen roten Ballon findet, der ihm dann nicht mehr von der Seite weicht, gewann einen Oscar in der Kategorie Bestes Originaldrehbuch für den Regisseur als Autor.
Nominiert in der Kategorie Beste Originalgeschichte wurde der Schriftsteller Jean-Paul Sartre für das Drehbuch nach einer Idee von ihm, für den französisch-mexikanischen Film Die Hochmütigen (Les orgueilleux) unter der Regie von Yves Allégret.
1960: Der Oscar ging für Frankreich an Orfeu Negro, ein portugiesischsprachiges Drama, welches in Brasilien von einem französischen Regisseur gedreht wurde. Der Film wurde überwiegend mit afrobrasilianischen Laiendarstellern gedreht, unter denen einige in Brasilien schon bekannt waren, z. B. Breno Mello als Fußballspieler des Fußballvereins FC Santos. Der Leichtathlet Adhemar Ferreira da Silva gewann im Dreisprung Goldmedaillen bei den Olympischen Spielen in Helsinki und Melbourne.
Die französische Schauspielerin und Schriftstellerin Simone Signoret gewann den Oscar als Beste Hauptdarstellerin in dem britischen Spielfilm Der Weg nach oben (Room at the Top).
Nominiert waren Marcel Moussy und François Truffaut in der Kategorie Bestes Original-Drehbuch für das Filmdrama Sie küßten und sie schlugen ihn (Les Quatre cents coups) des Regisseurs François Truffaut.
1961: Das französisch-japanische Filmdrama Hiroshima, mon amour (Hiroshima, meine Liebe; jap. 二十四時間の情事 – nijūyo jikan no jōji: „Eine eintägige Liebe“) von Alain Resnais wurde in der Kategorie Bestes Originaldrehbuch mit der Schriftstellerin Marguerite Duras nominiert.
1963: Nominierung für Alain Robbe-Grillet in der Kategorie Bestes Originaldrehbuch für den nicht berücksichtigten Vorschlag aus dem Vorjahr Letztes Jahr in Marienbad (L’Année dernière à Marienbad).
1964: Leslie Caron erhielt für ihre Rolle in dem britischen Filmdrama Das indiskrete Zimmer (The L-Shaped Room) ihre zweite Nominierung als Beste Hauptdarstellerin.
Der Vorjahressieger Sonntage mit Sybill (Les Dimanches de Ville d’Avray) wurde für die Kategorien Bestes adaptiertes Drehbuch (Serge Bourguignon und Antoine Tudal) sowie Beste Filmmusik (Maurice Jarre) nominiert.
1965: Die französisch-italienische Actionkomödie Abenteuer in Rio (L’Homme de Rio) von dem französischen Regisseur Philippe de Broca mit Jean-Paul Belmondo und Françoise Dorléac in den Hauptrollen wurde in der Kategorie Bestes Originaldrehbuch mit Daniel Boulanger, Philippe de Broca, Ariane Mnouchkine und Jean-Paul Rappeneau nominiert.
1966: Der im Vorjahr vorgeschlagene Film Die Regenschirme von Cherbourg (Les Parapluies de Cherbourg) wurde in den vier Kategorien für die Beste Originalfilmmusik (Jacques Demy und Michel Legrand), die Beste adaptierte Filmmusik (Michel Legrand), den Besten Filmsong I Will Wait for You von Jacques Demy und Michel Legrand sowie das Beste Originaldrehbuch (Jacques Demy) nominiert.<
Die Schauspielerin Simone Signoret erhielt ihre zweite Oscarnominierung als Beste Hauptdarstellerin in dem US-amerikanischen Film Das Narrenschiff (Ship of Fools).
1967: Der Film Ein Mann und eine Frau (Un homme et une femme) gewann neben den Oscar in der Kategorie Bester fremdsprachiger Film auch die Auszeichnung für das Beste Originaldrehbuch von Claude Lelouch und Pierre Uytterhoeven. Anouk Aimée war als Beste Hauptdarstellerin und Claude Lelouch in der Kategorie Beste Regie nominiert.
Die französisch=US-amerikanische Literaturverfilmung Brennt Paris? (Paris brûle-t-il?) des Regisseurs René Clément wurde in zwei Kategorien nominiert. Marcel Grignon war für die Beste Kamera (Schwarzweiß) und Marc Frédérix, Pierre Guffroy und Willy Holt für das Beste Szenenbild (Schwarzweiß) vorgeschlagen.
1968: Der nominierte Vorschlag Lebe das Leben (Vivre pour vivre) wurde bei der Verleihung der Golden Globe Awards 1968 als Bester fremdsprachiger Film ausgezeichnet.
Der in Schwarzweiß gedrehte französisch-schwedische Spielfilm Der Krieg ist vorbei (La Guerre est finie) von Alain Resnais wurde in der Kategorie für das Beste Original-Drehbuch von dem spanischen Schriftsteller Jorge Semprún nominiert.
1969: Der Vorschlag Geraubte Küsse (Baisers volés) von François Truffaut wurde im Jahr 1969 sowohl bei der Oscar-Verleihung, als auch bei den Golden Globe Awards als französischer Beitrag in der Kategorie Bester fremdsprachiger Film nominiert.
Das französische Filmmusical Die Mädchen von Rochefort (Les Demoiselles de Rochefort) von Jacques Demy war für die Beste adaptierte Filmmusik mit Jacques Demy und Michel Legrand nominiert.
1970: Der französisch-algerische Spielfilm Z (von neugriechisch Ζεί Zi ‚er lebt‘, Alternativtitel: Z – Anatomie eines politischen Mordes) der nach der gleichnamigen Romanvorlage von Vassilis Vassilikos unter der Regie von Constantin Costa-Gavras und vor dem Hintergrund der griechischen Militärdiktatur entstanden ist, gilt als genrebildender Klassiker des politisch engagierten Kinos. Er wurde für fünf Kategorien nominiert und gewann für Algerien die Oscars als bester fremdsprachiger Film und die französische Filmeditorin Françoise Bonnot für den besten Schnitt. Zudem war der Film nominiert in den Kategorien bester Film (als Produzenten Jacques Perrin und Ahmed Rachedi), beste Regie (Constantin Costa-Gavras) sowie bestes adaptiertes Drehbuch (Constantin Costa-Gavras und Jorge Semprún).
1971: Der im Vorjahr nominierte Vorschlag Meine Nacht bei Maud (Ma nuit chez Maud) erhielt eine Nominierung in der Kategorie bestes Originaldrehbuch für Eric Rohmer.
1973: Der diskrete Charme der Bourgeoisie (Le Charme discret de la Bourgeoisie) gewann als bester fremdsprachiger Film einen Oscar, Luis Buñuel und Jean-Claude Carrière wurden für das Drehbuch für einen weiteren Oscar nominiert. Der Produzent Serge Silberman veröffentlichte den Film bereits im Herbst 1972, um ihn für die Oscar-Verleihung 1973 zu qualifizieren und wartete nicht bis zu den Filmfestspielen von Cannes im Mai 1973 für die Premiere. Buñuel, dem Erfolg und Zuspruch zuweilen suspekt waren, liebte es zu provozieren. „Nach dem international beachteten Start seines Films von mexikanischen Journalisten auf seine Oscar-Chancen angesprochen, bemerkte er im Scherz, dafür habe er schließlich 25.000 Dollar Bestechungsgeld bezahlt. Die Empörungswellen schlugen hoch bis nach Hollywood. Buñuels Produzent Silberman hatte alle Hände voll zu tun, den anarchischen Witz als Missverständnis auszuräumen. Den Oscar für den besten ausländischen Film gewann er dann tatsächlich. Buñuel kommentierte trocken, man könne über die Amerikaner sagen, was man wolle, aber ihr Wort würden sie halten.“ Silberman nahm den Oscar in Buñuels Namen bei der Zeremonie entgegen. Auf Wunsch der Akademie posierte Buñuel für ein Foto, während er den Oscar in der Hand hielt, aber eine Perücke und eine übergroße Sonnenbrille trug.
Herzflimmern (Le Souffle au coeur) von Louis Malle wurde in der Kategorie bestes Original-Drehbuch nominiert.
1975: Der Vorjahressieger in der Kategorie bester fremdsprachiger Film Die amerikanische Nacht (La Nuit américaine) wurde in drei Kategorien nominiert. Für die Beste Regie wurde François Truffaut, für das beste Originaldrehbuch die Autoren Jean-Louis Richard, Suzanne Schiffman und François Truffaut sowie die Schauspielerin Valentina Cortese in der Kategorie Beste Nebendarstellerin vorgeschlagen.
1976: Isabelle Adjani war als beste Hauptdarstellerin für ihre Rolle als jüngste Tochter von Victor Hugos in dem französischen Filmdrama Die Geschichte der Adèle H. (L’Histoire d’Adèle H.) von François Truffaut nominiert. Zu diesem Zeitpunkt war sie mit 21 Jahren die jüngste Schauspielerin, die bis dahin für einen Oscar in der Kategorie Beste Hauptdarstellerin nominiert war.
1977: Der Film Cousin, Cousine erhielt drei Oscar-Nominierungen: für das beste Original-Drehbuch (Jean-Charles Tacchella und Danièle Thompson), den besten fremdsprachigen Film und für Marie-Christine Barrault als beste Hauptdarstellerin.
1980: Die französisch-italienische Filmkomödie Ein Käfig voller Narren (La cage aux folles, wörtlich ‚Der Käfig der Närrinnen‘; folle im Sinne von ‚Tunte‘, also ‚Der Tuntenkäfig‘) von dem französischen Regisseur Édouard Molinaro, der als erster weltweit erfolgreicher Spielfilm über die queere Szene gilt und auf einem Theaterstück von Jean Poiret aus dem Jahr 1973 basiert, war für drei Oscars nominiert. Für die beste Regie (Édouard Molinaro), für das beste adaptierte Drehbuch (Marcello Danon, Édouard Molinaro, Jean Poiret und Francis Veber) sowie das beste Kostümdesign (Ambra Danon und Piero Tosi).
1981: Der mit ineinandergreifenden Spielfilm- und Dokumentarszenen realisierte französische Spielfilm  Mein Onkel aus Amerika (Mon oncle d’Amérique) von Alain Resnais wurde in der Kategorie Bestes Originaldrehbuch mit dem Drehbuchautor und Schauspieler Jean Gruault nominiert.
1982: Die französisch-kanadische und auf Englisch gedrehte Ko-Produktion Atlantic City, USA (Atlantic City) von Louis Malle war für fünf Academy Awards in den Hauptkategorien nominiert: Bester Film (mit dem kanadischen Produzenten Denis Héroux), Beste Regie (Louis Malle), Bester Hauptdarsteller (Burt Lancaster), Beste Hauptdarstellerin (Susan Sarandon) und Bestes Originaldrehbuch (mit dem US-amerikanischen Theaterautor John Guare).
1983: Die französisch-kanadische Ko-Produktion Am Anfang war das Feuer (La Guerre du feu) unter der Regie von Jean-Jacques Annaud gewann mit Sarah Monzani und Michèle Burke den Oscar
für das Beste Make-Up.
1984: Die französische Kostümbildnerin Anne-Marie Marchand war in der Kategorie Bestes Kostümdesign für das Historiendrama Die Wiederkehr des Martin Guerre (Le Retour de Martin Guerre) von dem Regisseur Daniel Vigne nominiert.
1988: Der Vorschlag Auf Wiedersehen, Kinder (Au revoir, les enfants) wurde in den beiden Kategorien Bester fremdsprachiger Film und Bestes Original-Drehbuch für Louis Malle nominiert.
1990: Der Film Camille Claudel war in der Kategorie Bester fremdsprachiger Film für den Preis nominiert. Darüber hinaus war Isabelle Adjani zum zweiten Mal in der Kategorie Beste Hauptdarstellerin für den Oscar nominiert.
Die französische Filmeditorin Noëlle Boisson war in der Kategorie Bester Schnitt für den Tierspielfilm, der in sich Elemente des Tierfilms, Abenteuerfilms, Westerns, Filmdramas und Familienfilms vereinigt, Der Bär (L’Ours) von Jean-Jacques Annaud nominiert.
1991: Der Vorschlag Cyrano von Bergerac wurde für fünf Oscars nominiert. Franca Squarciapino gewann die Auszeichnung in der Kategorie Bestes Kostümdesign. Darüber hinaus war Gérard Depardieu als bester Hauptdarsteller, Ezio Frigerio und Jacques Rouxel für das beste Szenenbild sowie Michèle Burke und Jean-Pierre Eychenne für das beste Make-up und der Film in der Kategorie Bester fremdsprachiger Film nominiert.
1992: Die französische Kostümbildnerin Corinne Jorry war in der Kategorie Bestes Kostümdesign für die Literaturverfilmung Madame Bovary von Claude Chabrol nominiert.
1993: Bei der Verleihung der Oscars am 29. März 1993 im Dorothy Chandler Pavillon in Los Angeles war Indochine für zwei Oscars nominiert. Während Catherine Deneuve sich als beste Hauptdarstellerin Emma Thompson (Wiedersehen in Howards End) geschlagen geben musste, wurde Régis Wargniers dritter Langspielfilm mit dem Oscar als beste fremdsprachige Produktion des Jahres ausgezeichnet.
1993: Die deutsche Kostümbildnerin Moidele Bickel war in der Kategorie Bestes Kostümdesign für das französisch-italienisch-deutsche Historiendrama Die Bartholomäusnacht (La Reine Margot) von Patrice Chéreau nominiert.
1997: Die Schauspielerin Juliette Binoche gewann einen Oscar als beste Nebendarstellerin für ihre Rolle in dem US amerikanisch-britischen Leinwandepos Der englische Patient des britischen Regisseurs Anthony Minghella.
2001: Juliette Binoche war als beste Hauptdarstellerin in dem britisch-US-amerikanischer Romantikfilm Chocolat – Ein kleiner Biss genügt (Chocolat) von Lasse Hallström nominiert.
2002: Der Film Die fabelhafte Welt der Amélie (Le Fabuleux destin d’Amélie Poulain) war in den fünf Kategorien Bestes Szenenbild (Art Direction: Aline Bonetto; Set Decoration: Marie-Laure Valla), Beste Kamera (Bruno Delbonnel), Bester fremdsprachiger Film, Bestes Originaldrehbuch (Jean-Pierre Jeunet und Guillaume Laurant) und Beste Tonmischung (Vincent Arnardi, Guillaume Leriche und Jean Umansky) für den Oscar nominiert, konnte sich aber in keiner der Kategorien durchsetzen. Auch bei den Golden Globes war der Film als bester fremdsprachiger Film nominiert.
2005: Der Film Die Kinder des Monsieur Mathieu (Les choristes) wurde als bester fremdsprachiger Film und das Lied Vois sur ton chemin für den besten Filmsong (Christophe Barratier und Bruno Coulais) nominiert. Während der Oscarverleihung wurde das Lied von Beyoncé gesungen. Sie wurde dabei vom „American Boy Choir“ begleitet.
Das französisches Filmdrama Mathilde – Eine große Liebe (Un long dimanche de fiançailles) von Jean-Pierre Jeunet war in den beiden Kategorien Beste Kamera mit Bruno Delbonnel und Bestes Szenenbild mit Aline Bonetto nominiert.
2008: Das französisch-britisch-tschechische Spielfilm-Drama La vie en rose (La Môme) über das Leben von Édith Piaf war in drei Kategorien nominiert. Marion Cotillard gewann zum ersten Mal einen Oscar für eine französischsprachige Rolle als beste Hauptdarstellerin. Jan Archibald und Didier Lavergne waren für das beste Make-up erfolgreich. Die britische Modejournalistin und Kostümbildnerin Marit Allen war postum für das beste Kostümdesign nominiert.
Die französische Filmbiografie Schmetterling und Taucherglocke (Le scaphandre et le papillon) von dem US-amerikanischen Maler und Filmregisseur Julian Schnabel war in vier Kategorien nominiert: Julian Schnabel für die beste Regie, der britische Drehbuchautor und Filmproduzent Ronald Harwood für das beste adaptierte Drehbuch, der polnische Kameramann Janusz Kaminski für die beste Kamera und die französische Filmeditorin Juliette Welfling für den besten Schnitt.
Der Vorschlag Persepolis stand sowohl auf der Auswahlliste für den besten fremdsprachigen Film als auch für den besten Animationsfilm, konnte sich aber nur in letzterer Kategorie unter den drei nominierten Filmen platzieren.
2010: Die französische Kostümbildnerin und Modeschöpferin Catherine Leterrier war in der Kategorie Bestes Kostümdesign für die Film-Biografie Coco Chanel – Der Beginn einer Leidenschaft (Coco avant Chanel, dt. Coco vor Chanel) der französischen Regisseurin Anne Fontaine nominiert.
Der Song Loin de Paname aus dem Film Paris, Paris – Monsieur Pigoil auf dem Weg zum Glück (Faubourg 36) mit der Musik von Reinhardt Wagner sowie dem Text von Frank Thomas, war in der Kategorie Bester Song aus dem französischen Musikdrama von Christophe Barratier nominiert.
2012: Dieses Jahr ging als die französische Nacht in die Annalen der Oscars ein. Der französische Film The Artist war in zehn Kategorien nominiert worden und konnte fünf davon gewinnen: Bester Film, Michel Hazanavicius für die beste Regie, Jean Dujardin als bester Hauptdarsteller, Ludovic Bource für die beste Filmmusik und Mark Bridges für das beste Kostümdesign. Nominiert waren Bérénice Bejo als beste Nebendarstellerin, Michel Hazanavicius für das beste Original-Drehbuch, Guillaume Schiffman für die beste Kamera, Anne-Sophie Bion und Michel Hazanavicius für den besten Schnitt sowie Laurence Bennett und Robert Gould für das beste Szenenbild.
Damit jedoch nicht genug. Der Schauplatz der mit fünf Oscars ausgezeichneten Kinderbuchverfilmung Hugo Cabret ist der Bahnhof von Montparnasse in Paris, Woody Allen gewann einen Drehbuch Oscar für die romantische Komödie Midnight in Paris und Meryl Streep erhielt ihren dritten Oscar für eine Hauptrolle in Die Eiserne Lady – einer britisch-französischen Ko-Produktion.
Der Zeichentrickfilm des französischen Studios Folimage Die Katze von Paris (Une vie de chat) von den Regisseuren Alain Gagnol und Jean-Loup Felicioli war in der Kategorie Bester Animationsfilm nominiert.
2015: Die französische Schauspielerin Marion Cotillard erhielt ihre zweite Nominierung als beste Hauptdarstellerin für die Rolle in dem Filmdrama Zwei Tage, eine Nacht (Deux jours, une nuit) der belgischen Regisseure Jean-Pierre und Luc Dardenne.
2017: Der Vorschlag Elle kandidierte in der Kategorie Bester fremdsprachiger Film, wurde aber nicht nominiert. Im Unterschied dazu ging Isabelle Huppert ins Rennen um den Oscar als beste Hauptdarstellerin. Sie gewann die Auszeichnung zwar nicht, dafür aber viele andere in der gleichen Kategorie, darunter den Golden Globe Award 2017, der New York Film Critics Circle Award 2016 und den César 2017. Der Film gewann eine Vielzahl von Preisen, unter anderem den Critics’ Choice Movie Award 2016 und den Golden Globe Awards 2017, jeweils als bester fremdsprachiger Film, sowie den französischen César 2017 als bester Film.
2020: Der französische Animationsfilm Ich habe meinen Körper verloren (J’ai perdu mon corps) von Jérémy Clapin war in der Kategorie Bester Animationsfilm nominiert.
2024: Der französische Film Anatomie eines Falls (Anatomie d’une chute) erhielt den Oscar für das beste Originaldrehbuch (Arthur Harari und Justine Triet) sowie vier weitere Nominierungen. Berücksichtigt wurde die Produktion als bester Film, für die beste Regie (Justine Triet), den besten Schnitt (Laurent Sénéchal) und Sandra Hüller als beste Hauptdarstellerin.

## Weitere Oscar-Kategorien
Französische Filme und Filmschaffende sind auch bei Oscar-Nominierungen und Preisträgern stark vertreten und waren auch die ersten nicht-englischsprachigen Nominierungen in mehreren Kategorien.

So wurden in den regulären Kategorien, für den der jeweilige Film zwischen dem 1. Januar und dem 31. Dezember eines Jahres im Gebiet von Los Angeles County mindestens sieben Tage lang in einem öffentlichen Kino gegen Entgelt gezeigt werden muss und dann für die Oscars im darauffolgenden Jahr qualifiziert ist, insgesamt 13 Statuen an französische Filme verliehen. Einmal als Bester Film, Beste Regie, Bester Hauptdarsteller, Beste Hauptdarstellerin und für die Beste Filmmusik. Zweimal gelang der Gewinn in den Kategorien für das Beste Make-Up und das Beste Kostüm-Design. Sogar dreimal waren französische Filme bei den Drehbüchern erfolgreich.
Als Beste Filme wurden 1939 Die große Illusion, die französisch-kanadische und auf Englisch gedrehte Ko-Produktion Atlantic City, USA im Jahr 1982,
2012 der Sieger und Stummfilm The Artist sowie Anatomie eines Falls im Jahr 2024 nominiert.

Für die Beste Regie wurden 1967 Claude Lelouch, 1975 François Truffaut, 1980 Édouard Molinaro, 1982 Louis Malle, 2008 der US-amerikanische Maler und Filmregisseur Julian Schnabel und 2024 Justine Triet nominiert. 2012 gewann Michel Hazanavicius in der Kategorie.

Die französische Schauspielerin und Schriftstellerin Simone Signoret gewann einen Oscar als Beste Hauptdarstellerin und wurde noch einmal nominiert, allerdings für englischsprachige Filme. Auch die Französin Juliette Binoche gewann einen Oscar als Beste Nebendarstellerin und wurde einmal als Beste Hauptdarstellerin nominiert, jeweils für britisch-US-amerikanische Produktionen. Leslie Caron wurde zweimal als Beste Hauptdarstellerin in einem US-amerikanischen Musical und einem britischen Drama nominiert.
Dafür war Anouk Aimée bei der Oscarverleihung 1967, Isabelle Adjani sowohl 1976 als auch 1990, Marie-Christine Barrault im Jahr 1977, Catherine Deneuve für Indochine 1993, Marion Cotillard als Siegerin 2008 und eine weitere Nominierung 2015 sowie Isabelle Huppert 2017 für französischsprachige Darstellungen als Beste Hauptdarstellerinnen nominiert. Dazu kommen noch die Nominierungen von Susan Sarandon für ihre englischsprachige Rolle in Atlantic City, USA 1982 und Sandra Hüller für ihre englisch-französische Darbietung in dem französischen Film Anatomie eines Falls 2024.
Als Beste Nebendarstellerin wurden Valentina Cortese 1975 und Bérénice Bejo 2012 nominiert.

Charles Boyer erhielt vier Oscar-Nominierungen als bester Hauptdarsteller: 1938 für Maria Walewska (Conquest), 1939 für Algiers, 1945 für Das Haus der Lady Alquist (Gaslight) und 1962 für Fanny in Hollywoodproduktionen, ebenso Maurice Chevalier bei der dritten Oscarverleihung im November 1930 für die Filme The Big Pond und Liebesparade (The Love Parade) und Burt Lancaster seine Nominierung für eine auf Englisch gedrehte französisch-kanadische Ko-Produktion 1982. Jean Dujardin gewann 2012 in der Kategorie für einen Stummfilm mit englischen Zwischentiteln. Gérard Depardieus Nominierung für Cyrano de Begerac 1991 war eine französischsprachige Rolle.

| Kategorie                         | Nominierungen | Siege |
| --------------------------------- | ------------- | ----- |
| Bester Film                       | 4             | 1     |
| Beste Regie                       | 7             | 1     |
| Bester Hauptdarsteller            | 7             | 1     |
| Beste Hauptdarstellerin           | 14            | 2     |
| Beste Nebendarstellerin           | 3             | 1     |
| Drehbuch-Kategorien               | 30            | 3     |
| Beste Kamera                      | 5             | 0     |
| Bestes Szenenbild                 | 8             | 0     |
| Bestes Kostümdesign               | 9             | 2     |
| Bester Ton                        | 1             | 0     |
| Bester Schnitt                    | 4             | 1     |
| Bestes Make-up und beste Frisuren | 3             | 2     |
| Bester Song                       | 3             | 0     |
| Beste Filmmusik                   | 5             | 1     |
| Bester animierter Spielfilm       | 3             | 0     |

Bei internationalen Ko-Produktionen und Weltkarrieren von Filmschaffenden verwischen die Zuordnungen von Filmen mitunter. So erhielten die drei französischen Schauspielerinnen Simone Signoret, Leslie Caron und Juliette Binoche Nominierungen in englischsprachigen Filmen und Charles Boyer als Hauptdarsteller für Hollywoodproduktionen.
| Film                                | Nominierungen | Siege   |
| ----------------------------------- | ------------- | ------- |
| Der Reigen                          | 2             | 0       |
| Verbotene Spiele                    | 2             | 1 (BfF) |
| Der rote Ballon                     | 1             | 1       |
| Sonntage mit Sybill                 | 3             | 1 (BfF) |
| Die Regenschirme von Cherbourg      | 5             | 0       |
| Ein Mann und eine Frau              | 4             | 2       |
| Z                                   | 5             | 2       |
| Meine Nacht bei Maud                | 2             | 0       |
| Der diskrete Charme der Bourgeoisie | 2             | 1 (BfF) |
| Die amerikanische Nacht             | 4             | 1 (BfF) |
| Cousin, Cousine                     | 3             | 0       |
| Ein Käfig voller Narren             | 3             | 0       |
| Atlantic City, USA                  | 5             | 0       |
| Am Anfang war das Feuer             | 1             | 1       |
| Auf Wiedersehen, Kinder             | 2             | 0       |
| Camille Claudel                     | 2             | 0       |
| Cyrano von Bergerac                 | 5             | 1       |
| Indochine                           | 2             | 0       |
| Die fabelhafte Welt der Amélie      | 5             | 0       |
| Schmetterling und Taucherglocke     | 4             | 0       |
| La vie en rose                      | 3             | 2       |
| The Artist                          | 10            | 5       |
| Anatomie eines Falls                | 5             | 1       |

BfF = Bester fremdsprachiger Film